# MTV Europe Music Awards 2016
Die Verleihung der MTV Europe Music Awards 2016 (auch EMAs 2016) fand am 6. November 2016 im Ahoy Rotterdam in Rotterdam, Niederlande statt. Es war das dritte Mal, dass die Verleihung der MTV Europe Music Awards in den Niederlanden stattfindet und nach 1997 das zweite Mal, dass die Veranstaltung in Rotterdam durchgeführt wurde. Moderiert wurde die Veranstaltung von der US-amerikanischen Sängerin Bebe Rexha.
Die Nominierungen der einzelnen Kategorien wurden von MTV am 26. September 2016 bekannt gegeben. Die meisten Nominierungen erhielt Beyoncé, welche in sechs Kategorien nominiert worden ist, gefolgt von Justin Bieber, welcher in fünf Kategorien nominiert worden ist. Bei den meisten Kategorien konnten die Fans über die Internetadresse der MTV Europe Music Awards vom 27. September 2016 bis zum 5. November 2016 abstimmen. Die Sieger der Kategorien Bestes Video und Video Visionary Award wurden von MTV selbst bestimmt. Für die Kategorie Biggest Fans erhielten alle nominierten Künstler bestimmte Hashtags, welche die Fans in Twitter und Instagram benutzen konnten. Der Sieger dieser Kategorie wurde der Künstler, dessen Hashtag am meisten geteilt wurde.
In Deutschland wurde die Sendung am 6. November 2016 um 21 Uhr auf MTV Germany (Pay-TV) und Nicknight (Free TV) sowie via Livestream auf der Webseite tv.mtvema.com ausgestrahlt.

## Live-Auftritte
- Bruno Mars – 24K Magic
- DNCE – Body Moves / Cake by the Ocean
- Martin Garrix (feat. Bebe Rexha) – In the Name of Love
- Shawn Mendes – Mercy
- Zara Larsson – Lush Life / Ain't My Fault
- Green Day – Bang Bang
- The Weeknd – Starboy
- Kings of Leon – Waste a Moment
- Bebe Rexha – I Got You
- Lukas Graham – You're Not There/7 Years
- Afrojack – Used to Have It / Gone
- OneRepublic – Let's Hurt Tonight
- Green Day – American Idiot

## Präsentatoren
- G-Eazy und Charli XCX (Bester Electronic-Act)
- Winnie Harlow und Tinie Tempah (Bester Live-Act)
- Jourdan Dunn (Bester männlicher Act)
- Jaden Smith (Bester Newcomer)
- Nina Dobrev und Deepika Padukone (Bestes Video)
- Idris Elba (Global Icon)

## Nominierungen & Gewinner
Die Nominierungen wurden von MTV am 26. September 2016 bekannt gegeben.

### Bester Song
Justin Bieber – Sorry
- Adele – Hello
- Lukas Graham – 7 Years
- Mike Posner – I Took a Pill in Ibiza
- Rihanna (featuring Drake) – Work

### Bestes Video
The Weeknd (featuring Daft Punk) – Starboy
- Beyoncé – Formation
- Coldplay – Up & Up
- Kanye West – Famous
- Tame Impala – The Less I Know the Better

### Bester weiblicher Act
Lady Gaga
- Adele
- Beyoncé
- Rihanna
- Sia

### Bester männlicher Act
Shawn Mendes
- Calvin Harris
- Drake
- Justin Bieber
- The Weeknd

### Bester Newcomer
Zara Larsson
- Bebe Rexha
- DNCE
- Lukas Graham
- The Chainsmokers

### Bester Pop-Act
Fifth Harmony
- Ariana Grande
- Justin Bieber
- Rihanna
- Selena Gomez
- Shawn Mendes

### Bester Electronic-Act
Martin Garrix
- Afrojack
- Calvin Harris
- David Guetta
- Major Lazer

### Bester Rock-Act
Coldplay
- Green Day
- Metallica
- Muse
- Red Hot Chili Peppers

### Bester Alternative-Act
Twenty One Pilots
- Kings of Leon
- Radiohead
- Tame Impala
- The 1975

### Bester Hip-Hop-Act
Drake
- Future
- G-Eazy
- Kanye West
- Wiz Khalifa

### Bester Live-Act
Twenty One Pilots
- Adele
- Beyoncé
- Coldplay
- Green Day

### Bester World-Stage-Act
Martin Garrix
- Duran Duran
- Ellie Goulding
- Jess Glynne
- OneRepublic
- Tinie Tempah
- Tomorrowland
- Wiz Khalifa

### Bester Push-Act
DNCE
- Alessia Cara
- Anne-Marie
- Bebe Rexha
- Blossoms
- Charlie Puth
- Dua Lipa
- Elle King
- Halsey
- Jack Garratt
- Jonas Blue
- Lukas Graham

### Biggest Fans
Justin Bieber
- Ariana Grande
- Beyoncé
- Lady Gaga
- Shawn Mendes

### Bester Look
Lady Gaga
- Bebe Rexha
- Beyoncé
- Rihanna
- Sia

### Global Icon
Green Day

## Regionale Nominierungen

### Nordamerika
Kanada
 Justin Bieber
- Alessia Cara
- Drake
- Shawn Mendes
- The Weeknd

USA
 Ariana Grande
- Beyoncé
- Charlie Puth
- Kanye West
- Twenty One Pilots

### Europa
Vereinigtes Königreich und Irland
 Little Mix
- Adele
- Coldplay
- Years & Years
- Zayn Malik

Dänemark
 Benjamin Lasnier
- Christopher
- Gilli
- Lukas Graham
- MØ

Finnland
 Antti Tuisku
- Evelina
- Nikke Ankara
- Teflon Brothers
- Vesala

Norwegen
 Alan Walker
- Astrid S
- Aurora
- Julie Bergan
- Kygo

Schweden
 The Fooo Conspiracy
- Galantis
- Laleh
- Tove Lo
- Zara Larsson

Deutschland
 Max Giesinger
- Beginner
- Robin Schulz
- Mark Forster
- Topic

Schweiz
 Chlyklass
- Bastian Baker
- Bligg
- Damian Lynn
- Nickless

Niederlande
 Broederliefde
- Douwe Bob
- Julian Jordan
- Ronnie Flex
- Sam Feldt

Belgien
 Emma Bale
- Laura Tesoro
- Lost Frequencies
- Tourist LeMC
- Woodie Smalls

Frankreich
 Amir
- Jain
- Maître Gims
- Nekfeu

Italien
 Benji & Fede
- Alessandra Amoroso
- Emma Marrone
- Francesca Michielin
- Salmo

Spanien
 Enrique Bunbury
- Álvaro Soler
- Amaral
- Corizonas
- Leiva

Portugal
 David Carreira
- Aurea
- Carlão
- D.A.M.A
- HMB

Polen
 Margaret
- Ania Dąbrowska
- Bovsca
- Cleo
- Dawid Podsiadło

Russland
 Therr Maitz
- Basta
- Elka
- Leningrad
- OQJAV

Rumänien
 Andra
- Feli
- Manuel Riva
- Smiley
- Vanotek

Adria
 S.A.R.S.
- Elemental
- Luce
- Siddharta
- Toni Zen

Israel
 The Ultras
- E-Z
- Eliad
- Noa Kirel
- Static & Ben El

### Afrika
Afrika
 Wizkid
- Alikiba
- Black Coffee
- Cassper Nyovest
- Olamide

### Asien
Indien
 Prateek Kuhad
- Anoushka Shankar
- Bandish Projekt
- Monica Dogra
- Uday Benegal & Friends

Japan
 One Ok Rock
- Kyary Pamyu Pamyu
- Perfume
- Radwimps
- Sheena Ringo

Korea
 B.A.P
- GFriend
- Got7
- Twice
- VIXX

China und Hongkong
 G.E.M.
- Khalil Fong
- Wu Mochou
- Pu Shu
- Vision Wei

Südostasien
 Đông Nhi
- Bunkface
- Gentle Bones
- Raisa Andriana
- Sarah Geronimo
- Thaitanium
- Yuna

### Australien und Neuseeland
Australien
 Troye Sivan
- Flume
- Tkay Maidza
- The Veronicas
- Vance Joy

Neuseeland
 Broods
- Kings
- Ladyhawke
- Maala
- Sachi

### Lateinamerika
Brasilien
 Anitta
- Karol Conká
- Ludmilla
- Projota
- Tiago Iorc

Nord-Lateinamerika
 Paty Cantú
- CD9
- Jesse & Joy
- León Larregui
- Mon Laferte

Zentral-Lateinamerika
 Maluma
- Alkilados
- J Balvin
- Manuel Medrano
- Sebastián Yatra

Süd-Lateinamerika
 Lali
- Babasónicos
- Illya Kuryaki and the Valderramas
- Será Pánico
- Tini